# St. Paul's (metropolitana di Londra)
St. Paul's è una stazione della linea Central della metropolitana di Londra.
La stazione non va confusa con la Stazione di City Thameslink che fu aperta nel 1990 con il nome di St Paul's Thameslink, ma si trova a distanza dalla stazione della metropolitana. Detta stazione fu in seguito ridenominata City Thameslink per evitare confusione ai servizi di emergenza, ma per anni continuò a mantenere il vecchio nome su molte mappe e guide.

## Storia
La stazione fu aperta dalla Central London Railway (CLR, oggi la Central line) il 30 luglio 1900 con il nome Post Office, data la vicinanza del General Post Office di St Martin's le Grand. Il nome della stazione probabilmente fu scelto al posto del più ovvio St Paul's per differenziarlo da una stazione della South Eastern Railway che già portava quel nome (l'attuale Blackfriars station).
L'entrata della stazione originariamente si trova sul nato nord di Newgate Street, sul lato occidentale dell'incrocio con King Edward Street, ma fu spostata verso est quando la stazione fu modernizzata negli anni trenta con una biglietteria sotterranea e scale mobili. Un moderno pozzo di ventilazione nel centro dell'isola di traffico all'incrocio indica la posizione dei pozzi degli ascensori originali. Uno di questi pozzi è stato convertito nel 2014 in un montacarichi utilizzato per trasportare materiale e attrezzature per i lavori di manutenzione dalla superficie fino al livello dei binari. Post Office ricevette il suo nome attuale dopo che l'altra stazione di St Paul's fu rinominata Blackfriars nel 1937.
Alla fine del XIX secolo, Newgate Street era una strada stretta che manteneva parte dell'aspetto medievale. Per ridurre i costi di acquisto di terreni e di esproprio, la CLR costruì le proprie gallerie sotto le strade pubbliche. A St Paul's la strettezza della strada impose la costruzione delle gallerie una sopra l'altra; quella con direzione ovest è situata più in alto. Gli ascensori inizialmente arrivavano ad un livello intermedio tra i due binari, che venivano finalmente raggiunti per mezzo di scale. È tuttora visibile un passaggio che portava al vecchio ascensore.
Durante la seconda guerra mondiale la sala di controllo della rete elettrica di Londra e del Sud-Est era situata sotto terra nel pozzo dell'ascensore. Fu qui che si mossero i primi passi per collegare i vari sistemi di distribuzione dell'energia nella Rete Nazionale attuale.

### Progetti
Nel 2014 la London TravelWatch ha proposto in un rapporto la costruzione di un passaggio pedonale sotterraneo che colleghi la Stazione di City Thameslink con St. Paul's in modo da fornire un collegamento con i servizi della National Rail sulla tratta del Thameslink, che consentirebbe ai passeggeri della Central line di raggiungere più facilmente gli aeroporti di Gatwick e di Luton.

## Strutture e impianti
Le entrate alla stazione sono situate intorno all'incrocio di Newgate Street, Cheapside e St Martin's le Grand ed il nome della stazione deriva dalla vicina cattedrale di Saint Paul, che si trova poco più a sud. L'entrata principale alla cattedrale è all'estremità occidentale, ad alcuni minuti di cammino dalla stazione. St. Paul's è anche la stazione della metropolitana più vicina al London Stock Exchange.
Nell'agosto 2018 sono iniziati i lavori di ristrutturazione delle scale mobili, che sono previsti terminare ad aprile 2019. Fino al termine dei lavori, i treni in direzione ovest non fermeranno alla stazione, che sarà di sola uscita nelle ore di punta (7:30-10:00 e 16:00-19:30), e sarà accessibile negli altri orari solo per mezzo di scale.
La stazione di St. Paul's si trova nella Travelcard Zone 1.

## Interscambi
Nelle vicinanze della stazione effettuano fermata alcune linee urbane automobilistiche, gestite da London Buses.
- Fermata autobus

## Galleria d'immagini

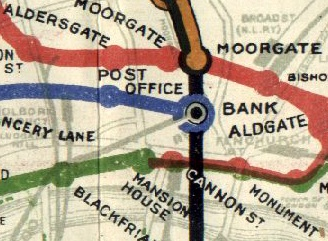
La stazione di Post Office su una mappa della metropolitana del 1908
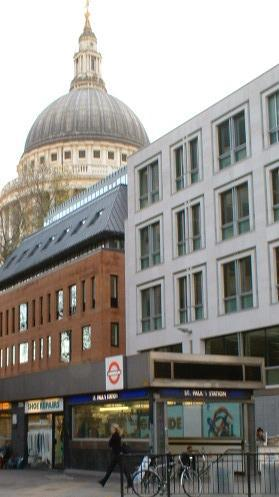
Entrata occidentale con la Cattedrale di St. Paul's sullo sfondo
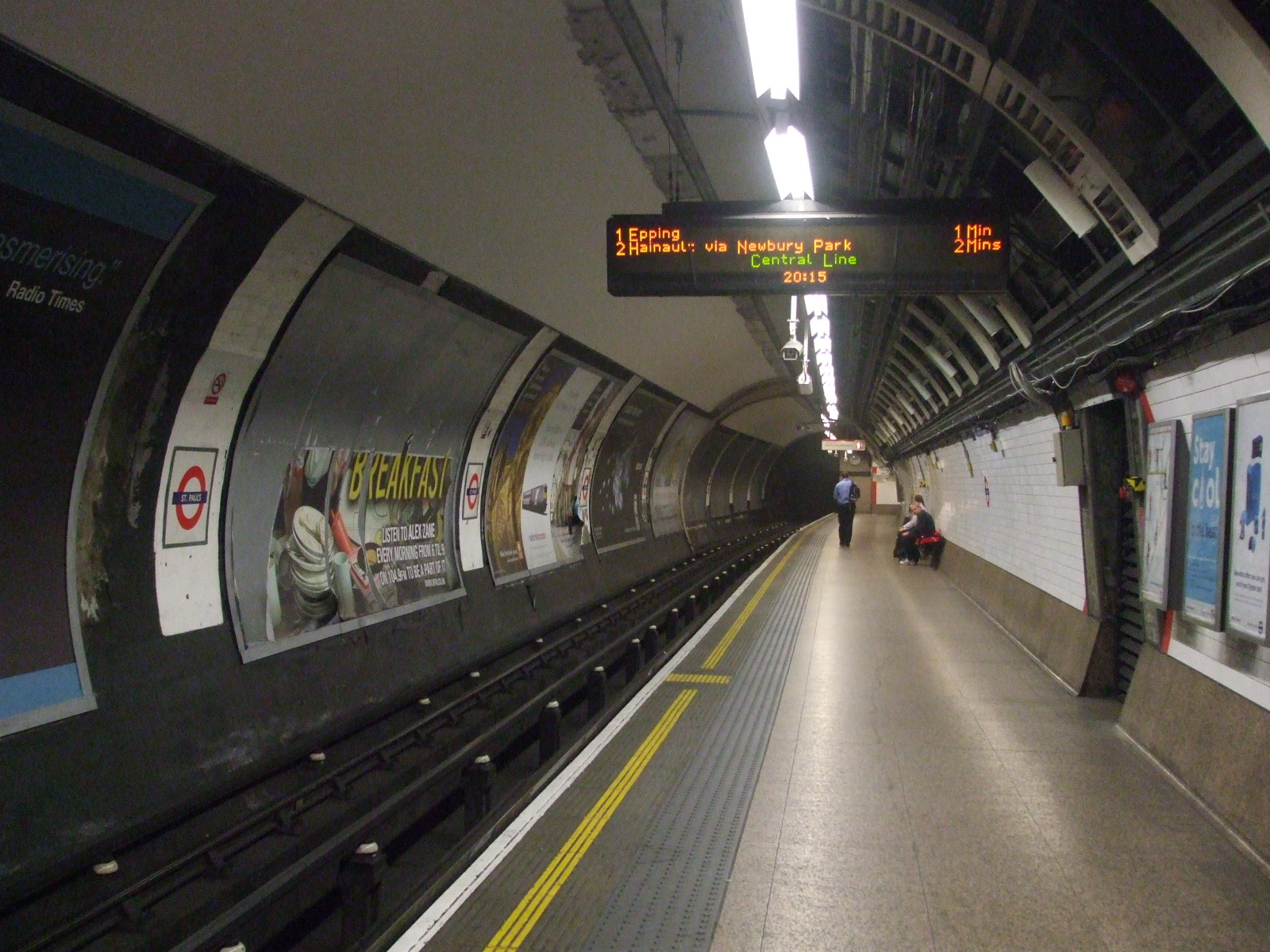
Binario direzione est in ristrutturazione
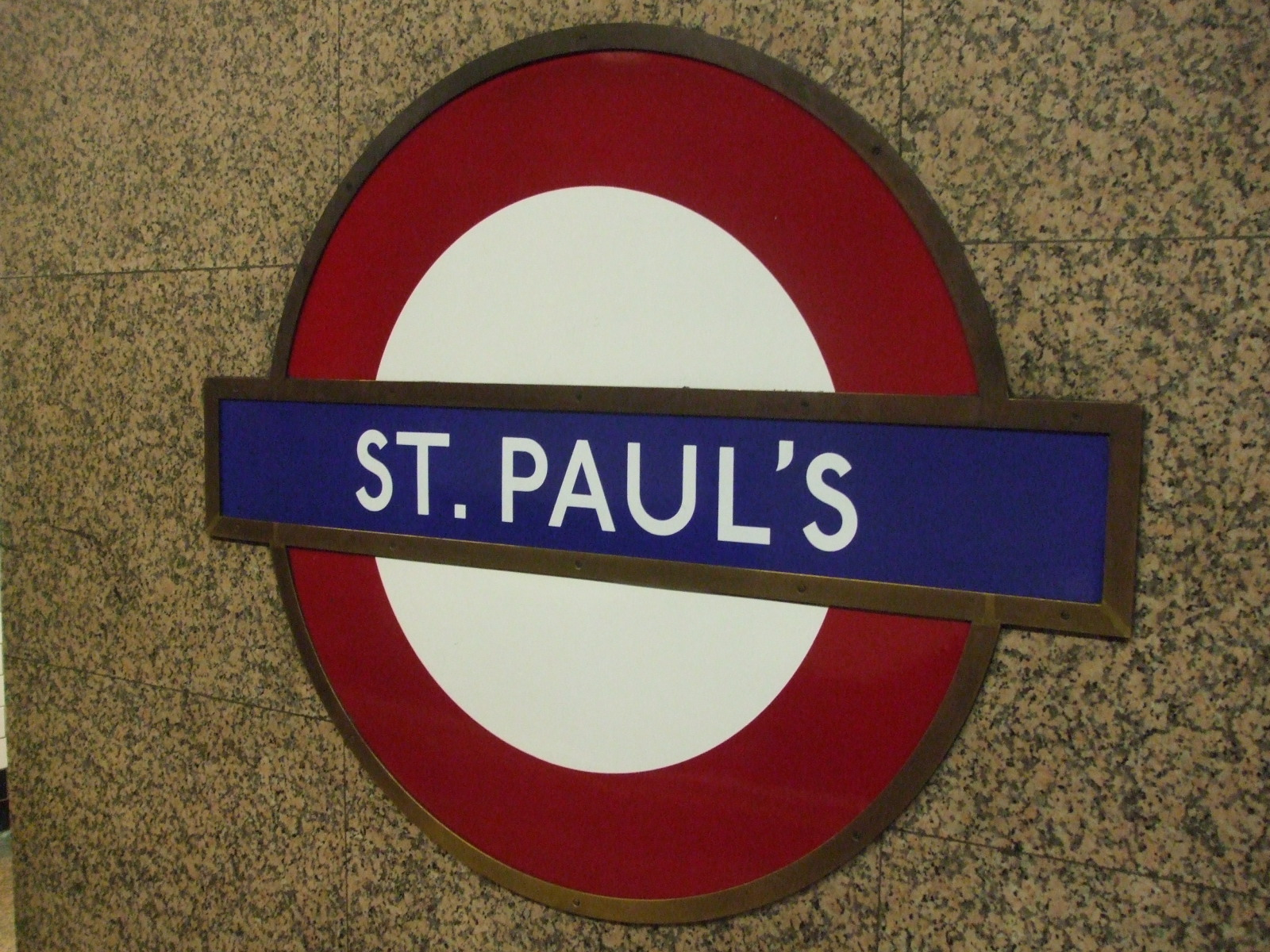
Logo della metropolitana